# 普安克利爾 (阿拉巴馬州)
普安克利爾（英語：Point Clear）是一個位於美國阿拉巴馬州鮑德溫縣的非建制地區以及普查规定居民点 。根據2010年美國人口普查，普安克利爾的人口數目有2,125人。

## 地理
派因勒韋的座標為30°29′49″N 87°54′35″W / 30.496807°N 87.909858°W，而該地最高點為海拔高度3米。